# Mistrovství světa juniorů ve sportovním lezení 2013
Mistrovství světa juniorů ve sportovním lezení 2013 (anglicky: IFSC World Youth Championship) se uskutečnilo jako dvacátýprvní ročník 15.-18. srpna v Saanichu v lezení na obtížnost a rychlost. Do průběžného světového žebříčku juniorů se bodovalo třicet prvních závodníků v každé kategorii lezců od 14 do 19 let.

## Průběh MSJ

### Češi na MSJ
Po čtyřech nejúspěšnějších letech nezískali čeští závodníci již tři roky žádnou medaili. Nejlépe si vedli juniorka Tereza Svobodová, která skončila v semifinále na obtížnost jedenáctá a Jan Kříž ve finále na rychlost čtvrtý v kategorii A. V kategorii B v lezení na obtížnost skončil v semifinále Vojtěch Vlk devatenáctý.

### Výsledky juniorů a juniorek
| obtížnost             | obtížnost               | rychlost             | rychlost                   |
| --------------------- | ----------------------- | -------------------- | -------------------------- |
| junioři               | juniorky                | junioři              | juniorky                   |
| 1. Dmitrij Fakirjanov | 1. Magdalena Röck       | 1. Nikita Suyushkin  | 1. Aleksandra Rudzińska    |
| 2. Sebastian Halenke  | 2. Katharina Posch      | 2. Artem Savelyev    | 2. Anouck Jaubert          |
| 3. Domen Škofic       | 3. Manon Hily           | 3. Sergei Luzhetskii | 3. Svetlana Okolnichnikova |
|                       |                         |                      |                            |
| 4. Thomas Joannes     | 4. Sol Sa               | 4. Konstantin Payl   | 4. Varvara Shatalova       |
| 5. Maël Bonzom        | 5. Delaney Miller       | 5. Vladislav Deulin  | 5. Nina Lach               |
| 6. Hanwool Kim        | 6. Aja Onoe             | 6. Amir Maimuratov   | 6. Esther Bruckner         |
| 7. Christoph Hanke    | 7. Tina Johnsen Hafsaas | 7. Guillaume Moro    | 7. Tatiana Skorodumova     |
| 8. Rišat Chajbullin   | 8. Solah Kim            | 8. Quentin Nambot    | 8. Valeria Baranova        |
|                       |                         |                      |                            |
| 26. Petr Čermák       | 11. Tereza Svobodová    | —                    | —                          |
| 8 finalistů           | 8 finalistek            | 4/8 finalistů        | 4/8 finalistek             |
| 26 semifinalistů      | 27 semifinalistek       | 16 semifinalistů     | bez semifinále             |
| 41 juniorů            | 31 juniorek             | 21 juniorů           | 14 juniorek                |

### Výsledky chlapců a dívek v kategorii A
| obtížnost            | obtížnost                | rychlost              | rychlost              |
| -------------------- | ------------------------ | --------------------- | --------------------- |
| chlapci              | dívky                    | chlapci               | dívky                 |
| 1. Naoki Shimatani   | 1. Jessica Pilz          | 1. Alessandro Santoni | 1. Jelena Markuševa   |
| 2. Shinichiro Nomura | 2. Anak Verhoeven        | 2. Alexandr Šikov     | 2. Kayla Lieuw        |
| 3. Bernhard Röck     | 3. Julia Chanourdie      | 3. John Brosler       | 3. Kyra Condie        |
|                      |                          |                       |                       |
| 4. Júki Hada         | 4. Hannah Baehr          | 4. Jan Kříž           | 4. Aurelia Sarisson   |
| 5. Hannes Puman      | 5. Andrea Kümin          | 5. Maksim Diachkov    | 5. Patrycja Chudziak  |
| 6. Sean Bailey       | 6. Dana Gilemkhanova     | 6. Danil Zakirov      | 6. Nicole Mejia       |
| 7. Georg Parma       | 7. Molly Thompson- Smith | 7. Georgy Artamonov   | 7. Yelena Grunyashina |
| 8. Keiičiró Korenaga | 8. Mona Kellner          | 8. Ruslan Faizullin   | 8. Megan Carr         |
|                      |                          |                       |                       |
| 27. Martin Jech      | 26. Jana Vincourková     | —                     | —                     |
| 8 finalistů          | 8 finalistek             | 4/8 finalistů         | 4/8 finalistek        |
| 26 semifinalistů     | 26 semifinalistek        | 16 semifinalistů      | 16 semifinalistek     |
| 53 chlapců           | 43 dívek                 | 27 chlapců            | 19 dívek              |

### Výsledky chlapců a dívek v kategorii B
| obtížnost           | obtížnost           | rychlost               | rychlost               |
| ------------------- | ------------------- | ---------------------- | ---------------------- |
| chlapci             | dívky               | chlapci                | dívky                  |
| 1. Stefano Carnati  | 1. Aika Tadžima     | 1. Vladislav Myznikov  | 1. Darja Kanová        |
| 2. Hugo Parmentier  | 2. Emilie Gerhardt  | 2. Lev Rudatskiy       | 2. Margarita Marsanova |
| 3. Sascha Lehmann   | 3. Miwa Oba         | 3. Kostiantyn Pavlenko | 3. Anastasia Manuylova |
|                     |                     |                        |                        |
| 4. Kai Lightner     | 4. Janja Garnbret   | 4. Brandon Lieuw       | 4. Grace McKeehan      |
| 5. Jan-Luca Posch   | 5. Claire Buhrfeind | 5. Trukhanov Fedor     | 5. Sidney Trinidad     |
| 6. Ryosuke Hibino   | 6. Johanna Färber   | 6. Michael Retoff      | 6. Claire Buhrfeind    |
| 7. Florian Klingler | 7. Margo Hayes      | 7. Roman Kostyukov     | 7. Elma Fleuret        |
| 8. Kaya Otaka       | 8. Celine Cuypers   | 8. Carlos Granja       | 8. Muykuay Silva       |
|                     |                     |                        |                        |
| 19. Vojtěch Vlk     | —                   | —                      | —                      |
| 23. Petr Kliger     | —                   | —                      |                        |
| 8 finalistů         | 8 finalistek        | 4/8 finalistů          | 4/8 finalistek         |
| 26 semifinalistů    | 26 semifinalistek   | 16 semifinalistů       | 16 semifinalistek      |
| 42 chlapců          | 38 dívek            | 20 chlapců             | 16 dívek               |

### Medaile podle zemí
| pořadí | stát      | Zlatá medaile | Stříbrná medaile | Bronzová medaile | celkem |
| ------ | --------- | ------------- | ---------------- | ---------------- | ------ |
| 1.     | Rusko     | 5             | 3                | 3                | 11     |
| 2.     | Rakousko  | 2             | 1                | 1                | 4      |
| 2.     | Japonsko  | 2             | 1                | 1                | 4      |
| 4.     | Itálie    | 2             | 0                | 0                | 2      |
| 5.     | Polsko    | 1             | 0                | 0                | 1      |
| 6.     | Francie   | 0             | 2                | 2                | 4      |
| 6.     | USA       | 0             | 2                | 2                | 4      |
| 8.     | Německo   | 0             | 2                | 0                | 2      |
| 9.     | Belgie    | 0             | 1                | 0                | 1      |
| 10.    | Slovinsko | 0             | 0                | 1                | 1      |
| 10.    | Švýcarsko | 0             | 0                | 1                | 1      |
| 10.    | Ukrajina  | 0             | 0                | 1                | 1      |